# Coracina bicolor
A Coracina bicolor a madarak osztályának verébalakúak (Passeriformes) rendjébe és a tüskésfarúfélék (Campephagidae) családjába tartozó faj.

## Rendszerezése
A fajt Coenraad Jacob Temminck holland arisztokrata és zoológus írta le 1824-ben, a Ceblepyris nembe Ceblepyris bicolor néven.

## Alfajai
- Coracina temminckii rileyi Meise, 1931
- Coracina temminckii temminckii (S. Muller, 1843)
- Coracina temminckii tonkeana (A. B. Meyer, 1903)[2]

## Előfordulása
Indonéziához tartozó Celebesz, Sangihe, Manterawu, Bangka, Muna, Butung és Togian szigetein honos. Természetes élőhelyei a szubtrópusi vagy trópusi síkvidéki esőerdők, mangroveerdők és cserjések, valamint másodlagos erdők. Állandó, nem vonuló faj.

## Megjelenése
Testhossza 31 centiméter.

## Természetvédelmi helyzete
Az elterjedési területe még nagyon nagy, de gyorsan csökken, egyedszáma is csökken. A Természetvédelmi Világszövetség Vörös listáján mérsékelten fenyegetett fajként szerepel.